# Kangping
Kangping (chinesisch 康平县, Pinyin Kāngpíng Xiàn) ist ein Kreis der Unterprovinzstadt Shenyang im Norden der chinesischen Provinz Liaoning. Er hat eine Fläche von 2.167 km² und zählt 278.384 Einwohner (Stand: Zensus 2020). 2008 waren von der Bevölkerung 8,3 % Mongolen und 6,4 % Mandschuren. Sein Hauptort ist die Großgemeinde Kangping (康平镇).

## Administrative Gliederung
Auf Gemeindeebene setzt sich Kangping aus einem Straßenviertel, sieben Großgemeinden, drei Gemeinden und vier Nationalitätengemeinden der Manju und Mongolen zusammen. Diese sind:
| Großgemeinde Kangping (康平镇), Sitz der Kreisregierung; Straßenviertel Beisanjiazi (北三家子街道); Großgemeinde Dongguantun (东关屯镇); Großgemeinde Erniusuokou (二牛所口镇); Großgemeinde Fangjiatun (方家屯镇); Großgemeinde Haoguantun (郝官屯镇); Großgemeinde Xiaochengzi (小城子镇); Großgemeinde Zhangqiang (张强镇); | Gemeinde Beisijiazi (北四家子乡); Gemeinde Haizhouwopu (海洲窝堡乡); Gemeinde Liangjiazi (两家子乡); Gemeinde Dongsheng der Mandschuren und Mongolen (东升满族蒙古族乡); Gemeinde Liushutun der Mongolen und Mandschuren (柳树屯蒙古族满族乡); Gemeinde Shajintai der Mongolen und Mandschuren (沙金台蒙古族满族乡); Gemeinde Xiguantun der Mongolen und Mandschuren (西关屯蒙古族满族乡). |